# Code rood (lied)
Code rood is een lied van de Nederlandse zanger Jaap Reesema en de Belgische zangeres Lea Rue. Het werd in 2022 als single uitgebracht en stond in 2023 als negende track op het album Als je voor me staat van Jaap Reesema.

## Achtergrond
Code rood is geschreven door Jaap Reesema, Arno Krabman, Emma Lauwers en Joren van der Voort en geproduceerd door Krabman en Van der Voort. Het is een nummer uit het genre pop. Het lied wordt grotendeels in het Nederlands gezongen, maar er zit ook een Franstalige regel in. Het lied gaat over het verliefde gevoel nadat je iemand hebt ontmoet en je telkens aan diegene moet denken. 
Het is de eerste keer dat de twee artiesten met elkaar samenwerken. Voor Rue is het de eerste keer dat ze een hitsingle heeft dat een samenwerking is en de eerste in de Nederlandse taal; eerder zong ze wel al in het Engels en in het Frans. Reesema werkte voor het eerst met Rue samen, maar had wel al hits met andere Vlaamse zangeressen, zoals Kom wat dichterbij met zangeres Olivia Trappeniers en dj Regi en Nu wij niet meer praten met Pommelien Thijs.

## Hitnoteringen
De artiesten hadden succes met het lied in de hitlijsten van het Nederlands taalgebied, al was het in meerdere mate in België. Het piekte op de twaalfde plaats van de Vlaamse Ultratop 50 en stond zestien weken in deze hitlijst. In Nederland was er minder succes; het behaalde zowel de Single Top 100 als de Top 40 niet. Bij laatstgenoemde was er wel de zeventiende plaats in de Tipparade.